# 拉爾夫·馮·弗雷澤
拉爾夫·馮·弗雷澤（Ralph R. B. von Frese，？—）是一位美國地球物理學家，現任教於俄亥俄州立大學。他和拉勒米·波茨（Laramie Potts）共同確認了南極洲的威爾克斯地質量瘤。

## 經歷
1969年弗雷澤獲得帕克大學物理、數學和德語學士學位，並獲得優等（Cum Laude）學位榮譽。之後他在1973年獲得普渡大學物理學碩士，再於1978年和1980年獲得普渡大學地球物理學碩士和博士。1982年起他任教於俄亥俄州立大學。
拉爾夫和波茨使用 NASA 的重力量測及氣候監控衛星（Gravity Recovery and Climate Experiment, GRACE）確認了南極洲下寬度300公里的質量瘤。這個質量異常區域是位於一個在雷達影像上可見的，南極冰帽下更大的環狀結構中心。這兩個地理特徵的出現讓科學家猜測這可能是一次大型撞擊事件產生的。

## 外部連結
- Ralph von Frese webpage via OSU